# Qiyunia lehtineni
Genre
Espèce
Qiyunia lehtineni, unique représentant du genre Qiyunia, est une espèce d'araignées aranéomorphes de la famille des Dictynidae.

## Distribution
Cette espèce est endémique du Anhui en Chine,. Elle se rencontre sur le mont Qiyun.

## Description
Le mâle holotype mesure 1,45 mm et la femelle paratype 1,56 mm.

## Étymologie
Cette espèce est nommée en l'honneur de Pekka T. Lehtinen.

## Publication originale
- Song & Xu, 1989 : A new genus and new species of the family Dictynidae from China (Arachnida: Araneae). Acta Zootaxonomica Sinica, vol. 14, no 3, p. 288-292.